# Voici venir l'orage...

Voici venir l'orage... est un téléfilm franco-belge en trois parties, réalisé en 2007 par Nina Companeez et diffusé en 2008.

## Synopsis
Elena est née à Paris, juste avant la guerre de 1940. Elle a été la première Française d'une famille d'émigrés. Aujourd'hui, plus de 60 ans plus tard, ses grands-parents et ses parents ont disparu. Elle a des enfants et des petits enfants, tous Français comme elle. C'est à eux et aux enfants de leurs enfants, s'ils en ont la curiosité, qu'elle veut laisser en héritage cette histoire qui est leur histoire et dont elle est la dernière à se souvenir. Sa voix accompagnera son récit qui commence à Moscou, en 1900, avec la famille Schneider...

## Fiche technique
- Titre : Voici venir l'orage...
- Réalisation : Nina Companeez
- Scénario : Nina Companeez
- Musique : Bruno Bontempelli
- Montage : Michèle Hollander
- Production : Mag Bodard
- Dates de diffusion :
  - à partir du 27 novembre 2007, sur La Une, RTBF
  - à partir du 29 janvier 2008, sur France 2
  - à partir du 31 juillet 2009, sur Arte
  - 31 décembre 2013 sur Arte.

## Distribution
- Anouk Grinberg : Tatiana
- Sava Lolov : Leonid Stern, le mari de Tatiana
- Anne Brochet : Sofia, la fille aînée de Tatiana et Leonid
- Valentine Varela : Natalia, la sœur cadette de Sofia
- Natacha Régnier : Fania, la sœur de Tatiana
- Solenn Mariani : Sofia à 14 ans
- Aglaé Marit : Natalia à 12 ans
- Grégory Fitoussi : Itzhak Nadson
- William Mesguich : Chimchon Brodski
- Mathias Mlekuz : Boris Stern
- Céline Samie : Raia Stern
- Alain Sachs : Grigori Schneider, le père de Tatiana
- Nicolas Sotnikoff : Wassiliev
- Jean-Claude Durand : Victor Rabinovitch, le 1er mari de Natalia
- Laurence Bourdil : Marie Schneider
- Serge Kribus : Sammy, l'employé boucher des Stern
- Yvan Varco : Victor Lifchitz
- Bruno Todeschini : Micha Yakovlev, l'amour et second mari de Natalia
- Arnaud Giovaninetti : Anatole Ratner, le 1er mari de Sofia
- Valérie Karsenti : Moussia Gordon
- Agnès Sourdillon : Katia Katz
- Patrice Kerbrat : Serge, l'ami producteur de Micha
- Cécile Brune : Madame Lena
- Sébastien Libessart : M. Pierre, l'ex-légionnaire, tatoué, qui - à Moissac - tente de violer Anna
- Benjamin Alazraki : Nicky
- Thaïs Fischer : Lena, la fille cadette de Natalia et Micha
- Garance Mazureck : Anna, la fille aînée de Natalia et Micha
- Rose Marit : Natalia à 6 ans
- Christelle Jacquaz
- Jérémie Elkaïm